# Lepidodexia grisescens
Lepidodexia grisescens är en tvåvingeart som först beskrevs av Townsend 1927.  Lepidodexia grisescens ingår i släktet Lepidodexia och familjen köttflugor. Inga underarter finns listade i Catalogue of Life.